# 니그로 리그 베이스볼

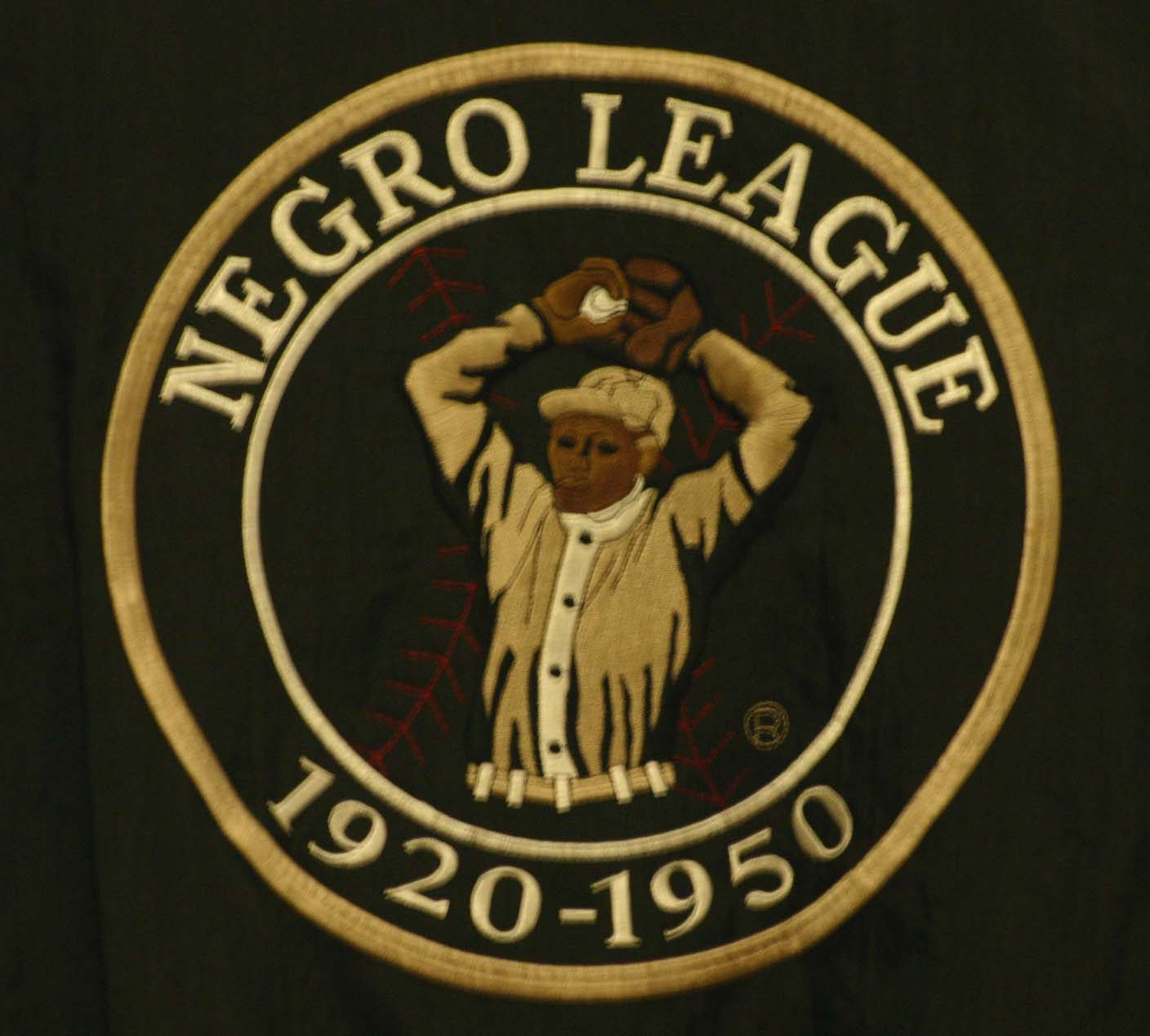

니그로 리그(영어: Negro league)는 압도적으로 많은 아프리카계 미국인과 적은 수의 라틴계 미국인으로 구성된 프로야구 리그였다. 니그로 리그는 넓게는 흑인 선수들의 모든 리그를, 좁게는 1920년부터 시작된 비교적 성공적인 7개의 리그를 가리켰다. 최초의 흑인 프로 야구팀은 1885년에 만들어진 쿠반 자이언츠(영어: Cuban Giants)였다. 또한 최초의 리그는 전국 유색인종 야구 리그(영어: National Colored Base Ball League)라는 하나의 마이너 리그로써 조직되었다. 하지만 1887년, 적은 관람객수 탓인지 단 2주 만에 폐지되고 만다. 그러나 1920년 Negro National League이 조직되어 성공을 거두자 잇달아 1923년 Eastern Colored League, 1937년 Negro American League 등이 결성되어 흥행을 거둔다. 그 이후 1947년 재키 로빈슨의 브루클린 다저스 입단으로 메이져 리그의 흑인 선수 출전이 가능해짐에 따라 점차 쇠퇴를 거듭하여 1960년 Negro American League를 마지막으로 모든 니그로 리그는 사라지게 된다.

## 같이 보기
- 니그로 리그 박물관, 미국, 미주리 주, 캔자스시티에 있는 니그로 리그 관련 역사 박물관